# أكون أو لا أكون

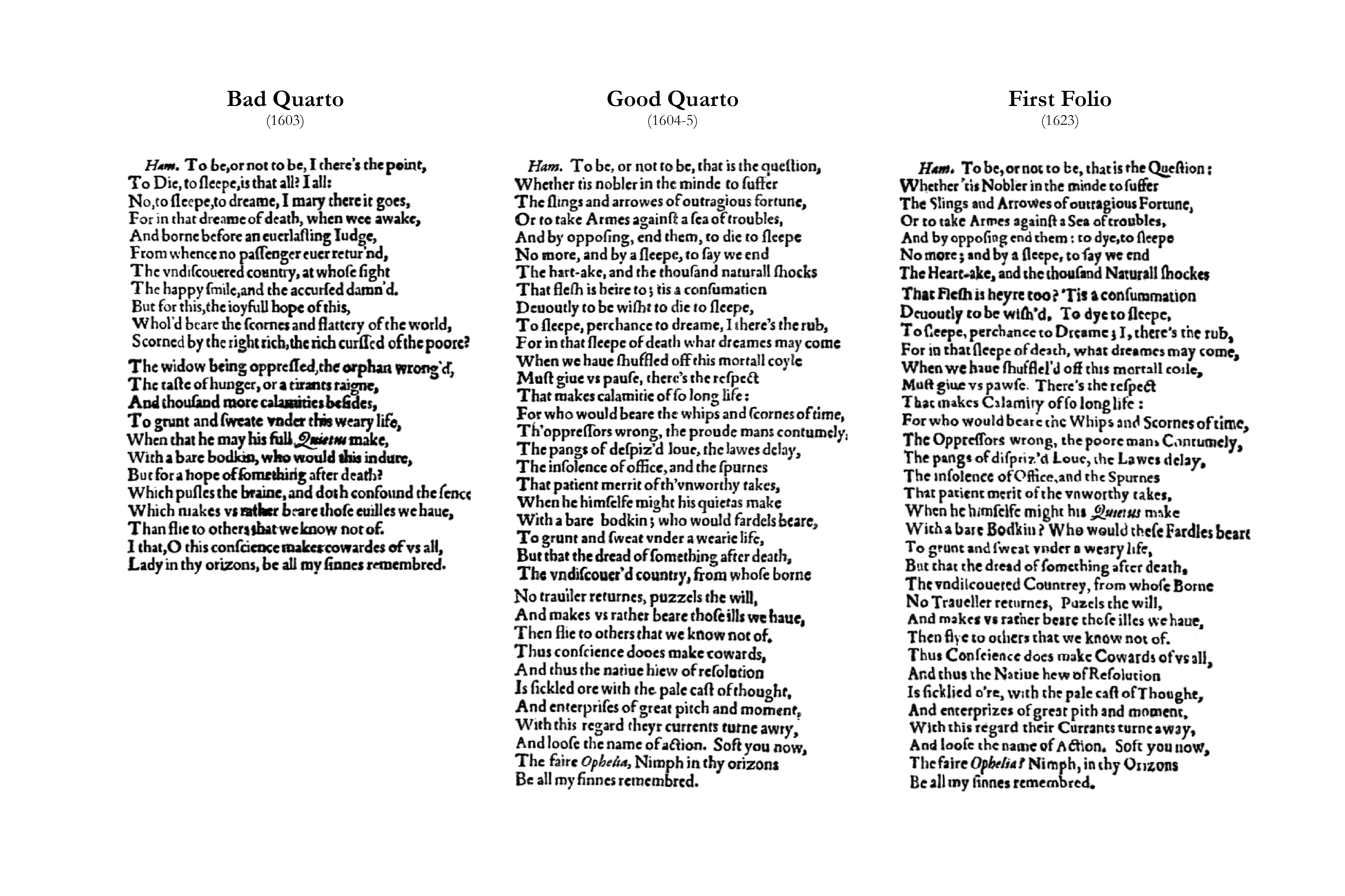
مقارنة بين «أكون أو لا أكون» منفردة في الإصدارات الثلاثة الأولى من هاملت، يظهر في الصورة اختلاف جودة النص في الربع السيء، والربع الجيد، والمطوية الأولى.

العبارة «أكون أو لا أكون» هي العبارة الافتتاحية في المناجاة الفردية التي نطق به الأمير هاملت في ما يسمى «مشهد الراهبات» من مسرحية وليم شكسبير هاملت، الفصل 3، المشهد 1. يتأمل هاملت في الخطاب الموت والانتحار. يعتبر خط الافتتاح أحد أكثر الخطوط المعروفة على نطاق واسع في اللغة الإنجليزية الحديثة، وقد أُشيرَ إليها في عدد لا يحصى من الأعمال المسرحية والأدب والموسيقى.
يفكر هاملت في الخطاب بالموت والانتحار، لتفادي الألم وظلم الحياة، ولكن يعترف بأن الموت قد يكون أسوأ. من غير الواضح ما إذا كان هاملت يشير إلى حياته الخاصة، حيث أن خطابه مجرد وفكري، ويناسب دوره كطالب حديث في جامعة فيتنبرغ. على الرغم من أن أوفيليا على المسرح تنتظر مقابلته، واختباء كلوديوس وبولونيوس للاستماع، فإن هاملت يتصرف كما لو كان بمفرده. لا توجد علامة واضحة على أن الآخرين يسمعونه قبل أن يتحدث إلى أوفيليا، لذلك يُنظر إلى الخطاب على نطاق واسع على أنه مناجاة حقيقية.

## النص
نص «الورقة الأولى»:

To be, or not to be, that is the question:

Whether 'tis nobler in the mind to suffer

The slings and arrows of outrageous fortune,

Or to take Arms against a Sea of troubles,

And by opposing end them: to die, to sleep;

No more; and by a sleep, to say we end

The heart-ache, and the thousand natural shocks

That Flesh is heir to? 'Tis a consummation

Devoutly to be wished. To die, to sleep,

 perchance to Dream; aye, there's the rub,

For in that sleep of death, what dreams may come,

When we have shuffled off this mortal coil,

Must give us pause. There's the respect

That makes Calamity of so long life:

For who would bear the Whips and Scorns of time,

The Oppressor's wrong, the proud man's Contumely, 

The pangs of dispised Love, the Law’s delay, 

The insolence of Office, and the spurns

That patient merit of the unworthy takes,

When he himself might his Quietus make

With a bare Bodkin? Who would Fardels bear, [F: these Fardels]

To grunt and sweat under a weary life,

But that the dread of something after death,

The undiscovered country, from whose bourn

No traveller returns, puzzles the will,

And makes us rather bear those ills we have,

Than fly to others that we know not of.

Thus conscience does make cowards of us all,

And thus the native hue of Resolution

Is sicklied o'er, with the pale cast of Thought,

And enterprises of great pitch and moment, [F: pith]

With this regard their Currents turn awry, [F: away]

And lose the name of Action. Soft you now,

The fair Ophelia? Nymph, in thy Orisons

Be all my sins remember'd.

## التأثير الثقافي
«أكون أو لا أكون» هي أحدى أشهر العبارات في اللغة الإنجليزية الحديثة، وغالبًا ما تُقتَبَس ويُشار إليها في العديد من الأعمال المسرحية والأدبية والموسيقى. اللحظتان الأكثر شهرة في المسرحية - خطاب «أكون أو لا أكون» في الفصل الثالث، المشهد الأول، وصورة هاملت وهو يحمل جمجمة يوريك في الفصل الخامس، المشهد الأول - غالبًا ما ترتبط ببعضها البعض عند ذكر المسرحية في ذاكرة الناس.
في الفيلم الكوميدي «أكون أو لا أكون» عام 1942، تتضمن إحدى نقاط الحبكة السطر الأول من مونولوج هاملت. في الفيلم الكوميدي «ملك في نيويورك» عام 1957، يقرأ تشارلي تشابلن المونولوج بصفته شخصية الملك شهدوف.[بحاجة لمصدر]
في مناظرة جرت عام 1963 في أكسفورد، اقتبس زعيم تحرير السود مالكولم إكس الأسطر الأولى من الخطاب لمناقشة «التطرف في الدفاع عن الحرية».
في فيلم «لاست أكشن هيرو» عام 1993، قام جاك سلاتر، شخصية أرنولد شوارزنيجر، بمحاكاة العبارة في مقطع دعائي وهمي لنسخة مليئة بالإثارة من هاملت. يقول: «أكون أو لا أكون؟ ألا أكون»، ثم يفجر قلعة بتدخين سيجار.
وصف الشاعر والمؤرخ الأدبي أوسكار ليفرتين مناجاة النفس في «رسائل فريدمان» لكارل مايكل بيلمان، والتي تسمى «Ack du min moder»، بأنها تعادل عبارة «أكون أو لا أكون» في الأدب السويدي.

## قراءات إضافية
- Bruster, Douglas (2007). To be or not to be. London: Continuum. (ردمك 978-1441125002). 729252852.
- Dillane, Richard (2021). "Making Sense of 'To be or not to be'", in Shakespeare and Montaigne edited by Lars Engle, Patrick Gray, William M. Hamlin. Edinburgh University Press. (ردمك 978-1474458238)